# Урода
Уро́да або Ура́да — невелике озеро термокарстового походження в центральній частині Вітебської області Білорусі, в Лепельському районі. Знаходиться в басейні річки Діва, за 27 км на північний схід від міста Лепель. Належить до групи Ушацьких озер.
Схили улоговини висотою 2-5 м, на північному сході, сході та заході місцями до 20 м, переважно розорані. Береги низькі, частково заболочені. Дно вкрите глинистим мулом, уздовж берега — замуленим піском.
Має 2 дрібних острівця загальною площею 0,7 га. Заростає до глибини 2 м. В озеро впадають 3 струмки, витікає річка Діва. Поряд знаходяться декілька дрібних озер, які стікають до Уроди. Над озером розташовані села Заозерна та Заславки.